# Phormictopus piephoi
Phormictopus piephoi é uma espécie de aranha pertencente à família Theraphosidae (tarântulas).